# 群馬県道270号相俣湯原線

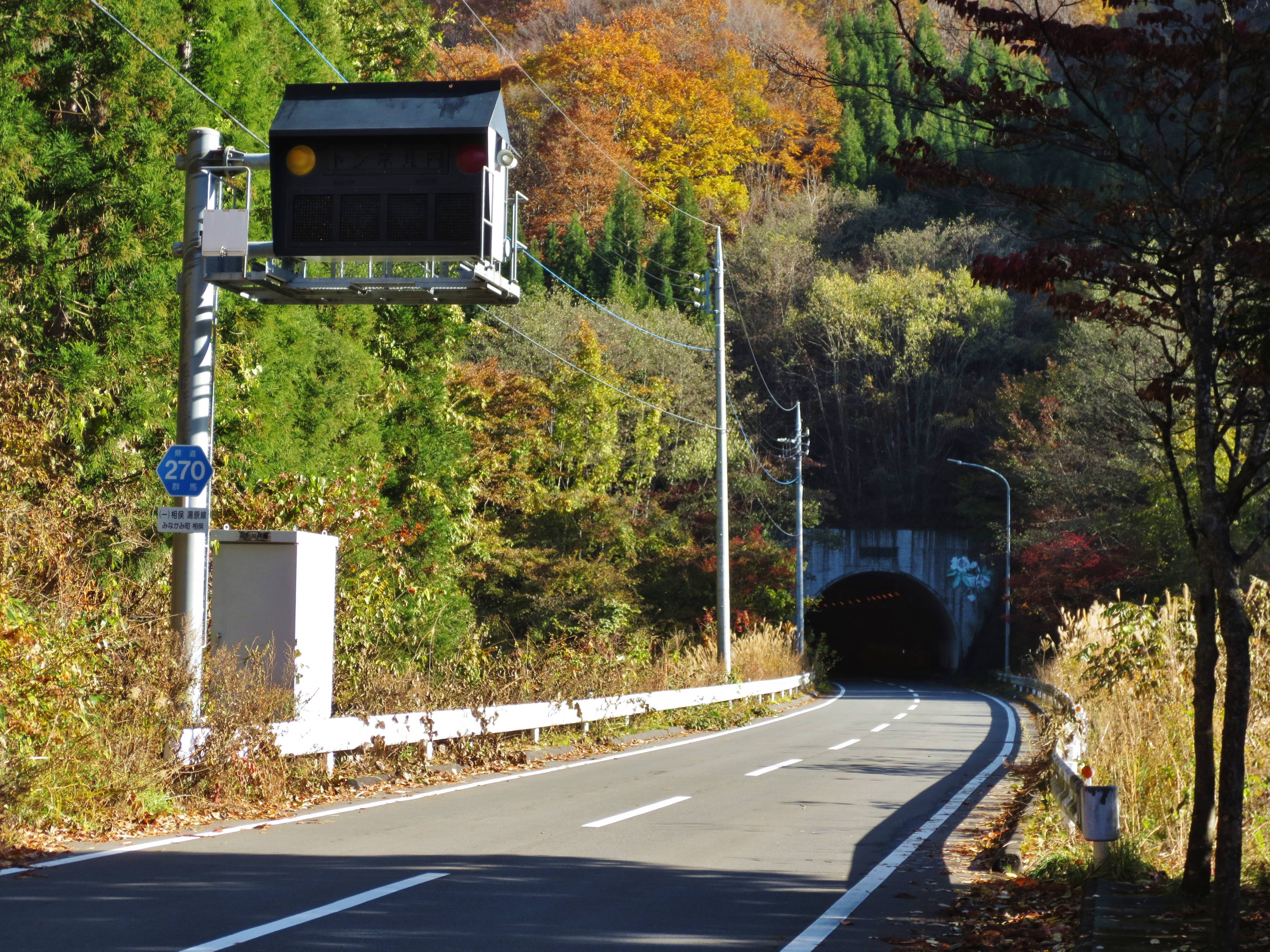
仏岩トンネル

群馬県道270号相俣湯原線（ぐんまけんどう 270ごう あいまたゆばらせん）は、群馬県利根郡みなかみ町相俣から湯原までを結ぶ県道である。旧称・相俣水上線。

## 起点・終点
- 起点:利根郡みなかみ町相俣
- 終点:利根郡みなかみ町湯原

## 道路施設
- 仏岩トンネル（利根郡みなかみ町相俣 - 利根郡みなかみ町阿能川）

## 地理

### 通過する自治体
- 群馬県
  - 利根郡みなかみ町

### 交差する道路
- 国道17号 - みなかみ町相俣（起点）
- 国道291号 - みなかみ町湯原（終点）

なお、関越自動車道・谷川岳パーキングエリア付近を通過しているが、スマートインターチェンジ等による高速道路への接続はなされていない。

### 沿線
- 十二神社

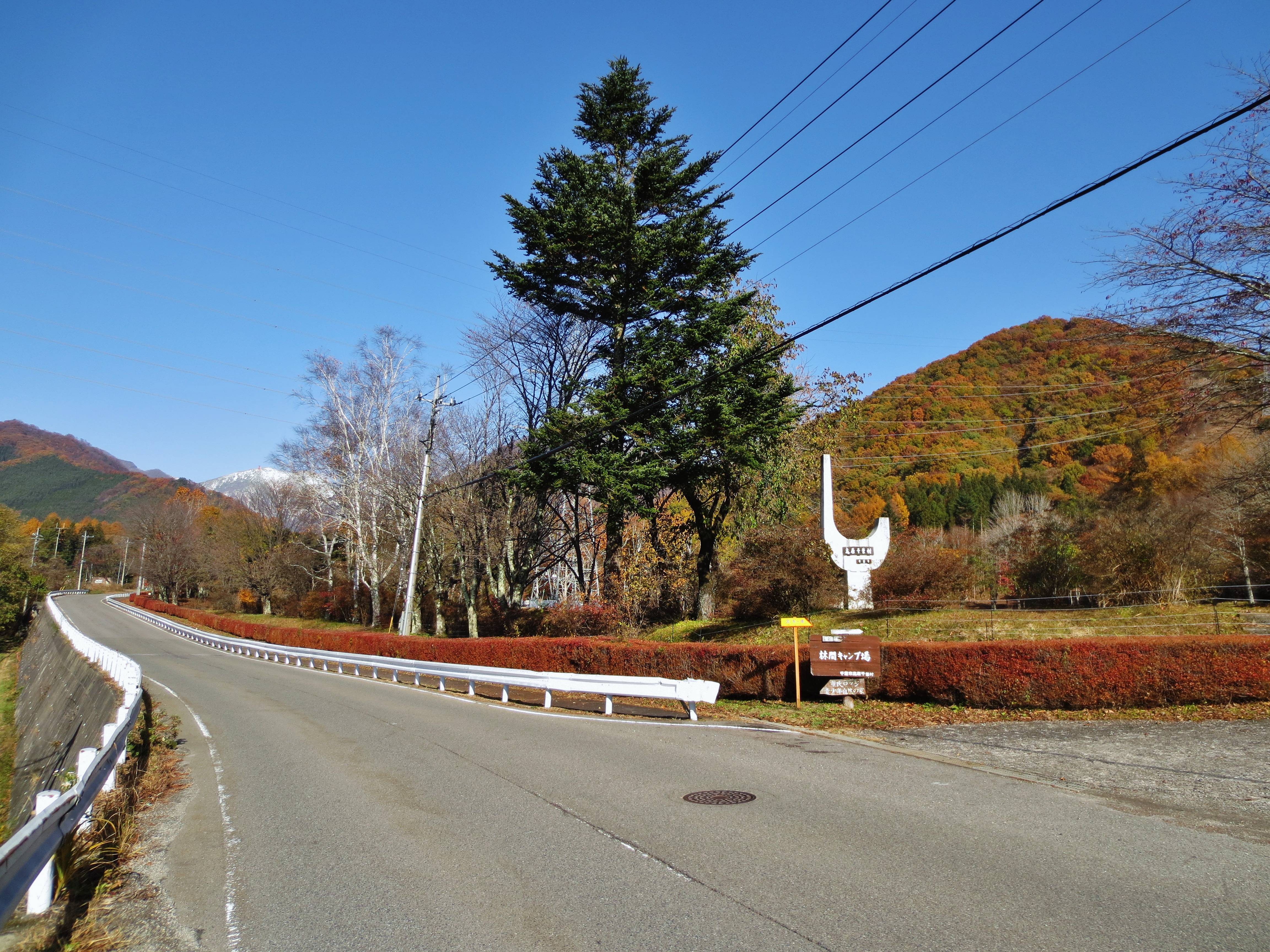
高原千葉村
- 川古温泉・広河原温泉
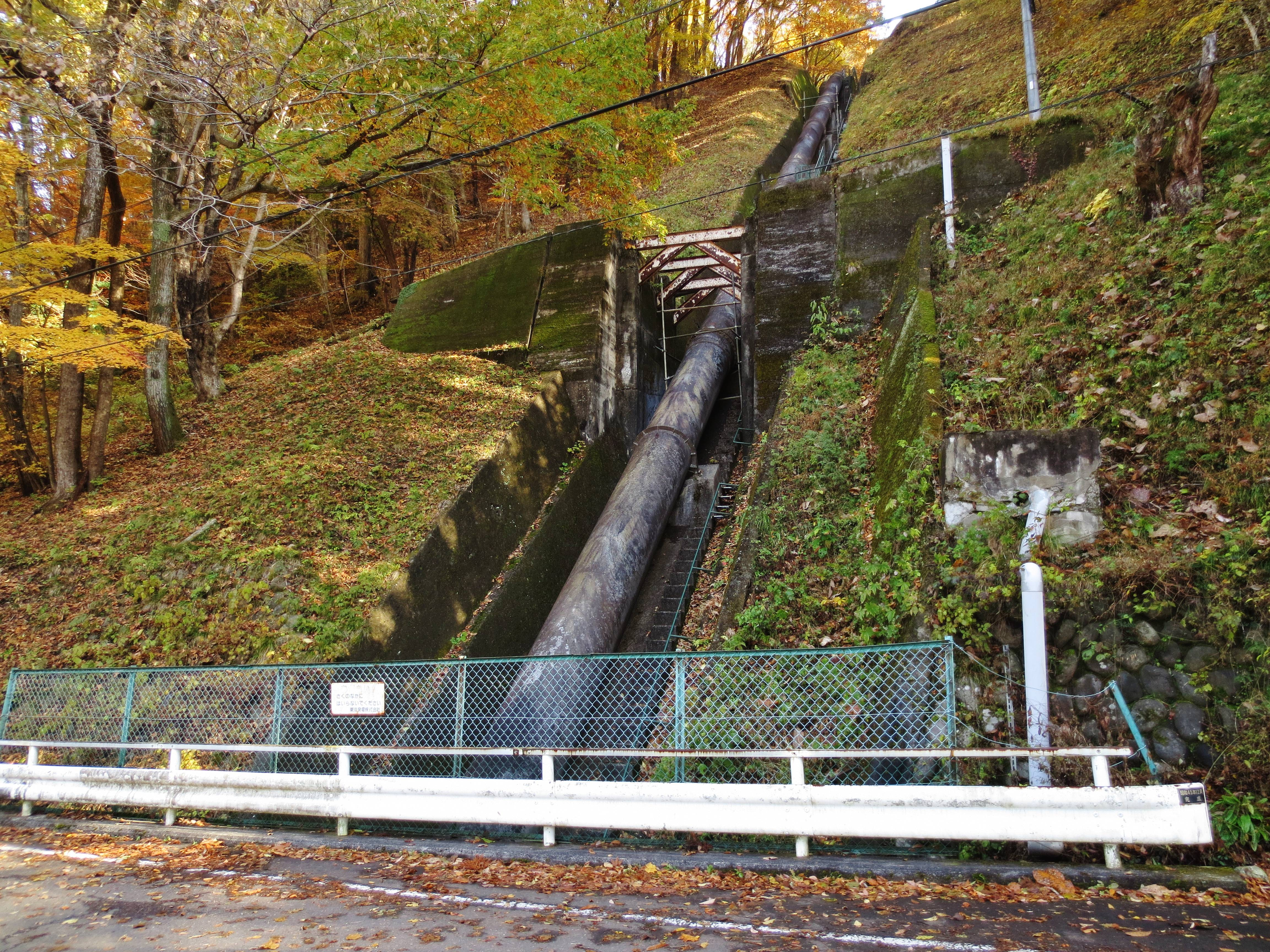
東京発電赤谷川第二発電所・赤三調整池
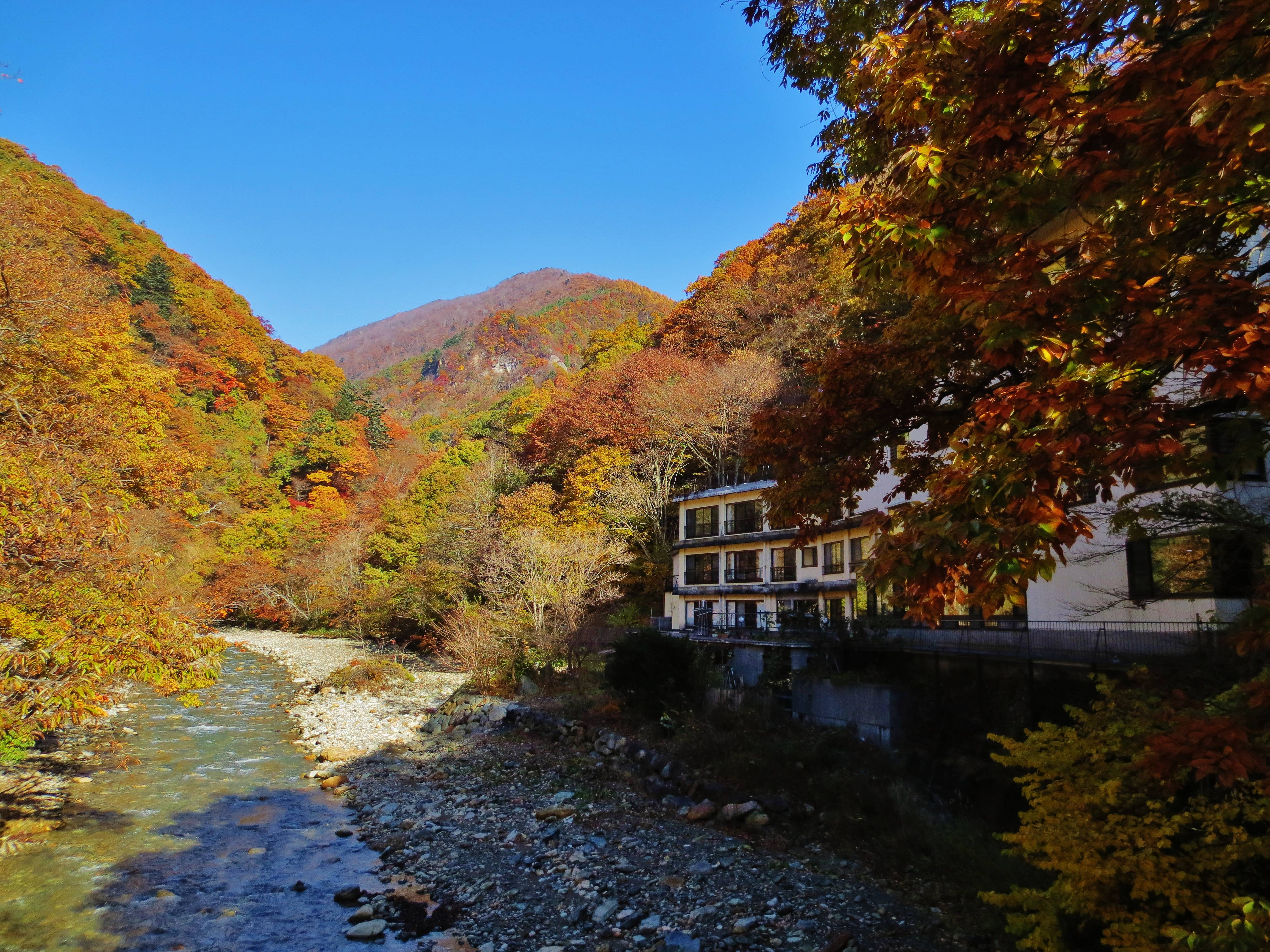
水上デイサービスセンター

- 高原千葉村
- 水力発電の導水管（赤谷川第二発電所）
- 川古温泉